# Слива Максимовича
Слива Максимовича, вишня Максимовича, чермховник Максимовича (Prunus maximowiczii) — вид квіткових рослин із підродини мигдалевих (Amygdaloideae).

## Біоморфологічна характеристика
Це листопадне дерево з тонким стовбуром і розлогими гілками; зазвичай 6–15 метрів заввишки, але іноді є лише кущем. Кора темно-сіра. Кора гілочок спочатку коричнева, вкрита густими кошлатими волосками, пізніше сірувато-коричнева. Зимові бруньки довгі, яйцеподібні, при натисканні запушені. Ніжка листка густоволосиста й 5–15 міліметрів. Листкова пластинка від обернено-яйцеподібної до обернено-еліптичної форми, різко загострена, 3–9 см завдовжки і 1.5–4 см завширшки, край подвійно зубчастий, уздовж жилок є притиснуті волоски, в іншому листова пластинка гола. Два лінійні прилистки з темно-пурпурними залозками по краях опадають незабаром після цвітіння. 5–10 квіток з'єднані в прямовисне зонтикоподібне суцвіття з запушеною віссю. Двостатеві радіально-симетричні, п'ятискладні квітки мають діаметр близько 1.5 см і розкриваються одночасно з розгортанням листя. 5 білих пелюсток мають еліптичну форму 6–7 × 5–6 мм. Є ≈ 36 тичинок. Зріла кістянка чорна, гірка і яйцювата, розміром 7–8 × 5–6 міліметрів. Число хромосом 2n = 16.

## Поширення, екологія
Ареал: східний Китай, Корея, Російський Далекий Схід, Японія. Населяє тінисті гірські ліси, кам'янисті місця з перегнійним ґрунтом, іноді рятуються на відкритих гірських схилах з чагарниковою або трав'янистою рослинністю; на висотах від 1000 до 1100 метрів.

## Використання
Рослина збирається з дикої природи для місцевого використання як їжа та джерело матеріалів. Вирощується як декоративна рослина в садах. Плоди їдять сирими чи приготовленими. Плоди сильно фарбують, фіолетово-чорний сік має гіркуватий смак. Квіти консервують у солі та використовують як приправу. Рослина є хорошим джерелом нектару для бджіл. Цей вид дуже холодостійкий і може служити саджанцем культурної вишні в садівництві Далекого Сходу. Деревина тверда, дуже важка, дрібнозерниста. Підходить для різних цілей, використовується для виготовлення меблів, різьблення, посуду тощо.

## Галерея

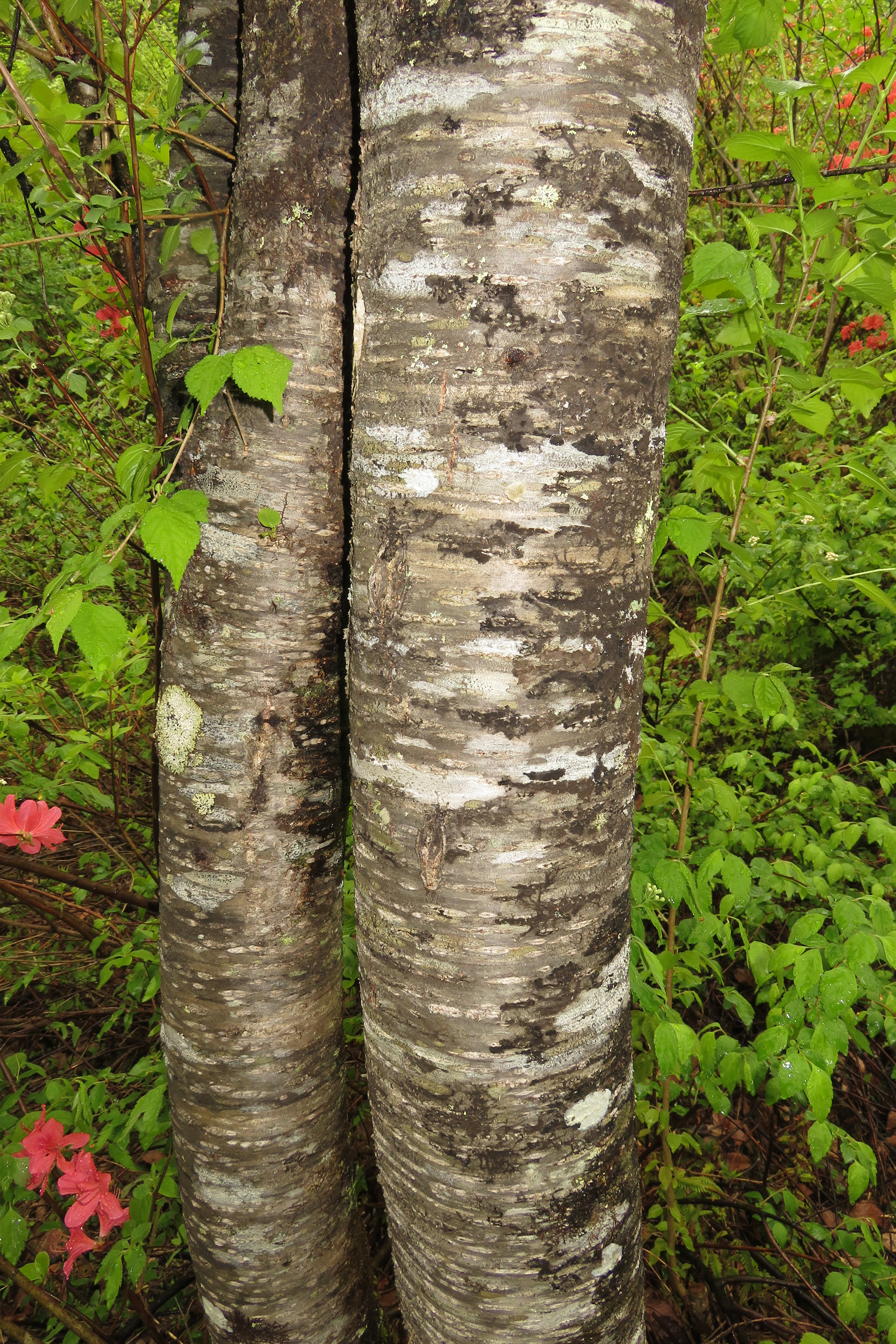
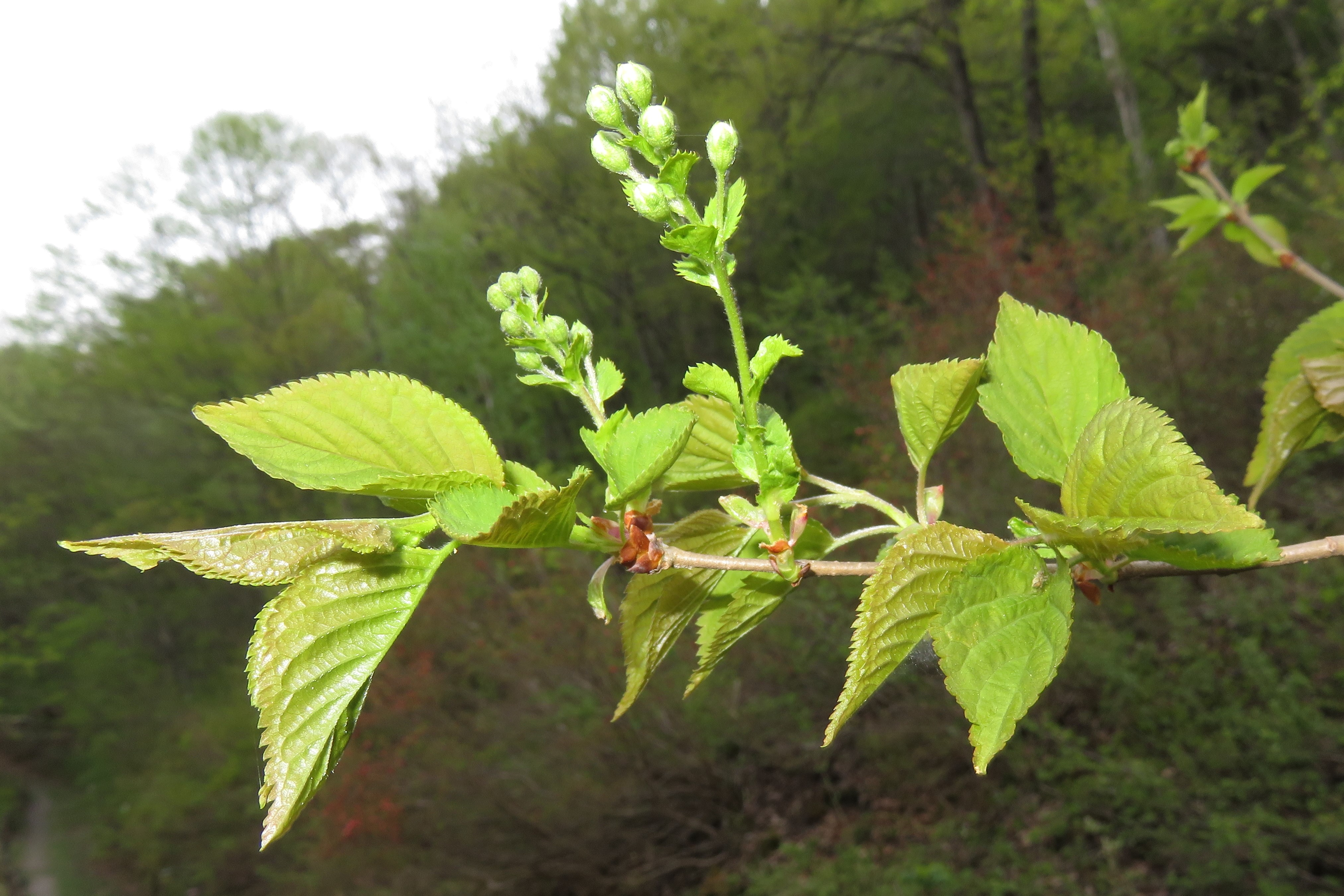
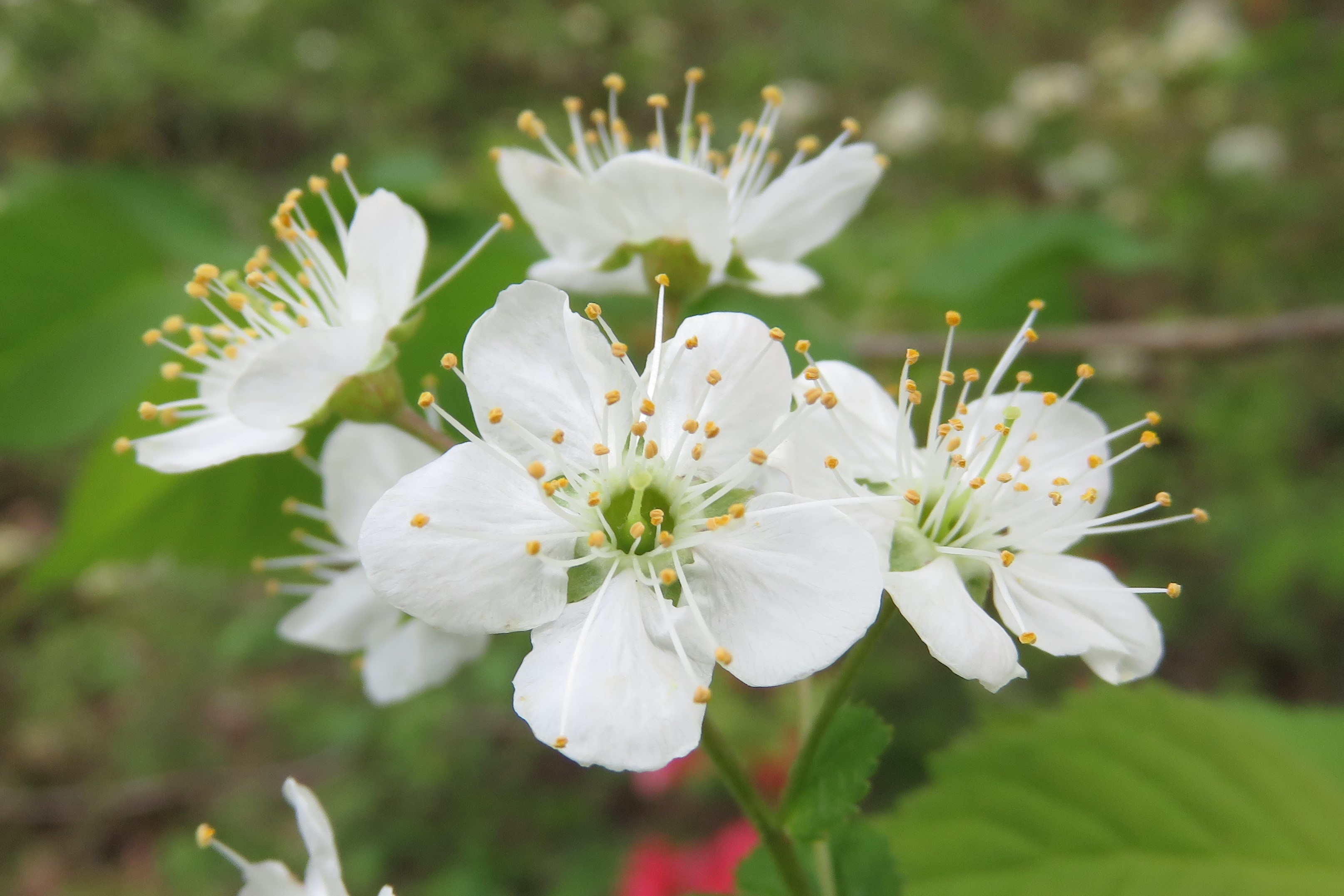
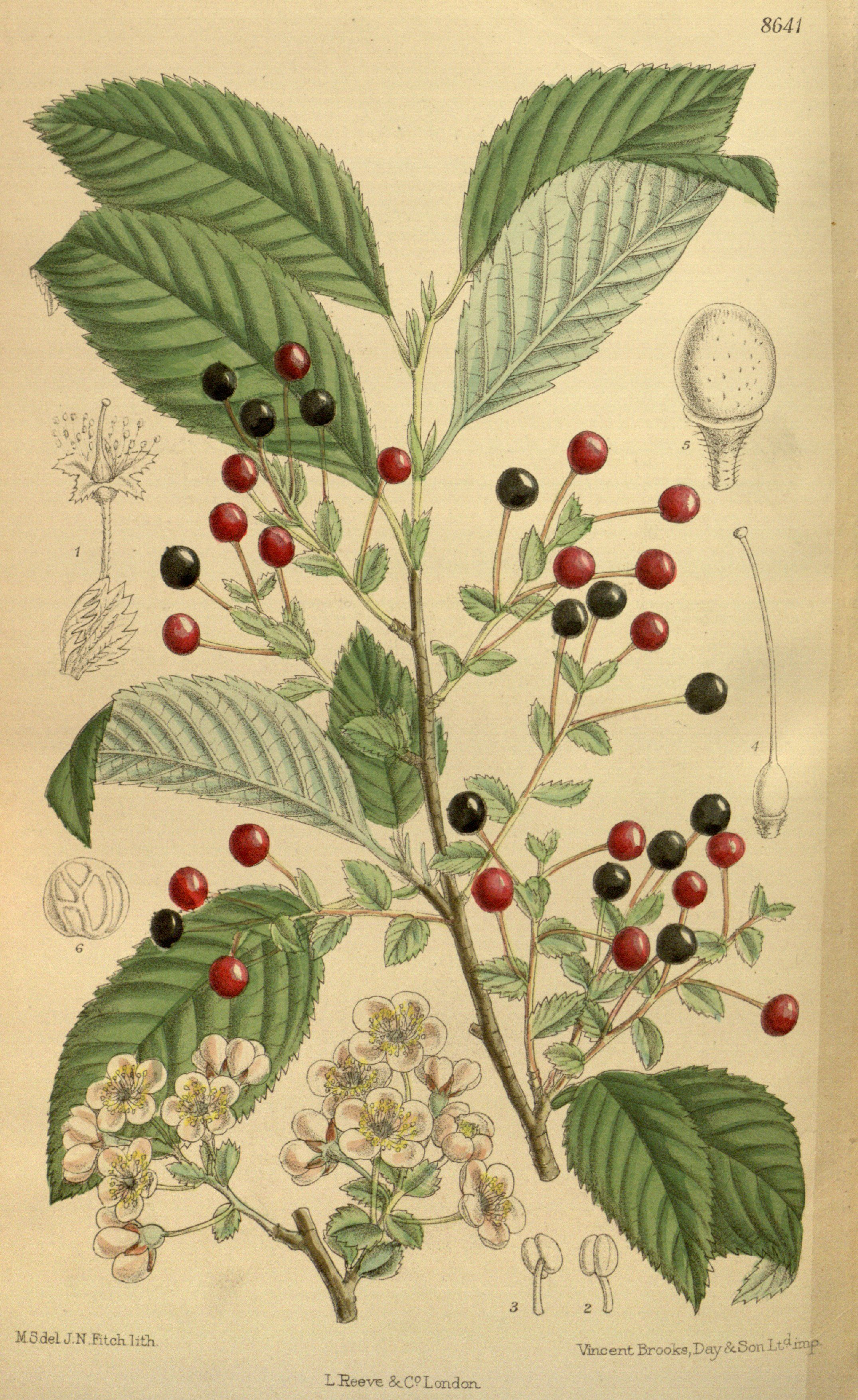
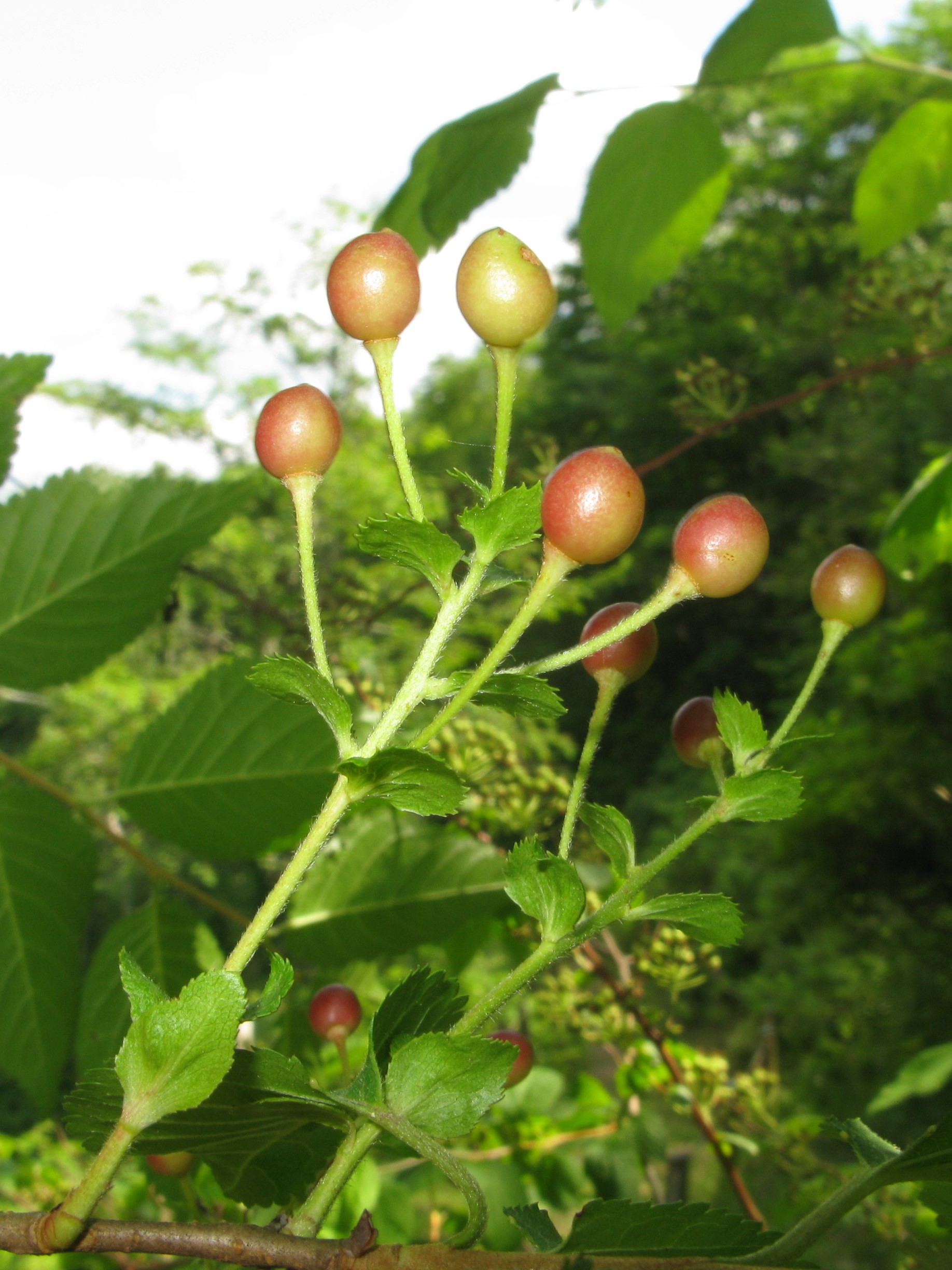